# Morea (EP)
Morea è il secondo EP del musicista italiano Tony Cercola, pubblicato nel 1991 dalla casa discografica Tendace.

## Tracce
1. Paparajà (mix version)
2. Paparajà (instrumental version)
3. Paparajà (Single version)
4. Paparajà (Instrumental single)